# TrueOS
TrueOS（トゥルーオーエス）は、FreeBSDの最新版を簡単にインストールして使用出来るようにしたオペレーティングシステムである。
2016年9月1日以前の名称は、PC-BSD（ピーシービーエスディー）であった。
「すぐに、簡単に」使えることを目指して作られており、KDE Software Compilation 4、Lumina、LXDE、MATE、Xfceがグラフィカルユーザインタフェース (GUI) として用意され、
またインストールの手間を省くためグラフィカルなインストールプログラムが導入されている。
PC-BSDプロジェクトは現在、実行可能な（ユーザ自身の手でコンパイルする必要のない）ソフトウェアパッケージをインストールするためのGUIプログラムを開発中である。
かつてデスクトップ向けのバージョンをTrueOS開発元は開発・配布していたが、しかし現在ではデスクトップ版からは撤退しており、公式サイトから配布されているバージョンはサーバ系のみになっている。デスクトップ版については、別コミュニティであるProject Tridentなどが引き継いだ。
2020年にTrueOSの開発は終了した。

## iXsystemsのPC-BSD販売戦略
- 2006年10月10日 - iXsystemsはPC-BSDを買収し、PC-BSDへの資金提供やエンタープライズクラスのサーバ・ワークステーションを市場に投入すると発表した。
- 2007年04月17日 - アドビシステムズ（現アドビ）と次期バージョンのPC-BSDに、デフォルトでFlash Playerをインストールした状態で配布することに合意した。
- 2007年11月14日 - Fry's ElectronicsとPC-BSDの販売契約を締結した。
- 2008年04月23日 - PC-BSD用のリモートシステム管理とモニタリングソフトウェアを提供するためにNetCraft Communicationsとのパートナーシップを発表した。

## パッケージ管理
2013年1月までPC-BSDのパッケージ管理システムは、他の多くのUNIXに似たオペレーティングシステム (OS) とは異なるアプローチを取っていた。FreeBSDではportsやpackagesを使用するが、PC-BSDでは拡張子.TXZの付いたファイルを使用していた。これらのファイルをダブルクリックするとインストールウィザードが起動するというものであった。
2013年2月より、FreeBSD 10.0で標準とされる新しいpkg(8)（開発コード名:pkgng）を採用すると発表された。システムアップデートについてはfreebsd-update(8)へと変更される。
2013年3月、pkg/freebsd-updateを採用したISOイメージが公開された。

## ライセンス
BSDライセンスに近い形のライセンスを採用している。
PC-BSDは、当初GNU General Public License (GPL) でライセンスされていた。
これについて、「GPLはBSDライセンスの思想と矛盾する」として、一部の人々が批判していた。
GPLが採用されていたのは、PC-BSDプロジェクトがインタフェース開発にQtを使用しており、開発者が「Qtツールキットを使用するアプリケーションはGPLまたはQPLでライセンスされなければならない」と思い込んでいたからである。しかし、これは誤りであり、後にPC-BSDプロジェクトはPC-BSDのコードをBSDライセンスに近い形で改めてライセンスすることとなった。

## システム要件

### 最小構成
- AMD64プロセッサ
- 1GBのRAM
- 20GBのハードドライブ空き容量
- ネットワークカード

### 推奨される設定
- amd64プロセッサ
- rEFIndをインストールするためのEFIシステムパーティション
- 4GBのRAM
- デスクトップインストールの場合はプライマリパーティションに30GB 、サーバーインストールの 場合は20GB
- バックアップサービスのあるインストールには50GBを推奨
- 3Dアクセラレーションビデオカード
- ネットワークカード
- サウンドカード

## 今までのリリース
- 2005年10月13日 - 0.8.2
- 2005年10月22日 - 0.8.3
- 2005年11月10日 - 1.0 RC1
- 2006年01月20日 - 1.0 RC2
- 2006年04月29日 - 1.0
- 2006年05月28日 - 1.1
- 2006年06月19日 - 1.11
- 2006年07月12日 - 1.2
- 2006年10月19日 - 1.3 BETA
- 2006年11月26日 - 1.3 BETA2
- 2006年12月31日 - 1.3
- 2007年01月10日 - 1.3.1
- 2007年01月20日 - 1.3.2
- 2007年02月14日 - 1.3.3
- 2007年04月17日 - 1.3.4
- 2007年07月21日 - 1.4 BETA
- 2007年08月31日 - 1.4 RC
- 2007年09月24日 - 1.4
  - リリースネーム: Da Vinci Edition
  - FreeBSD 6.2-STABLEベース
  - 1.4よりリリースネームが付くようになった
- 2007年11月16日 - 1.4.1
- 2007年12月03日 - 1.4.1.1
- 2008年01月04日 - 1.4.1.2
- 2008年03月12日 - 1.5
  - リリースネーム: Edison Edition
  - FreeBSD 6.3ベース
  - 1.5よりx64版もリリース
- 2008年04月23日 - 1.5.1
- 2008年08月28日 - 7 BETA1
- 2008年09月15日 - 7
  - リリースネーム: Fibonacci Edition
  - FreeBSD 7.1-PRERELEASEベース
  - 今回よりバージョンをベースにしているFreeBSDのバージョンに合わせている
- 2008年10月17日 - 7.0.1
- 2008年12月10日 - 7.0.2
- 2009年04月10日 - 7.1
  - リリースネーム: Galileo Edition
  - FreeBSD 7.2-PRERELEASEベース
- 2009年07月06日 - 7.1.1
- 2010年02月22日 - 8.0
  - リリースネーム: Hubble Edition
  - FreeBSD 8.0-RELEASEベース
- 2010年06月06日 - 8.1 BETA1
  - FreeBSD 8.1-PRERELEASEベース
- 2010年07月20日 - 8.1
  - FreeBSD 8.1-RELEASEベース
- 2011年02月24日 - 8.2
  - FreeBSD 8.2-RELEASEベース
- 2012年01月13日 - 9.0
  - リリースネーム: Isotope Edition
  - FreeBSD 9.0-RELEASEベース
- 2012年12月18日 - 9.1
  - FreeBSD 9.1-RC3ベース
- 2013年9月6日 - 9.2
  - FreeBSD 9.2-RC3ベース
- 2013年10月7日 - 9.2-RELEASE
  - FreeBSD 9.2-RELEASEベース
- 2014年1月29日 - 10.0-RELEASE
  - FreeBSD 10.0-RELEASEベース
- 2014年6月24日 - 10.0.2-RELEASE
- 2014年11月14日 - 10.1-RELEASE
- 2015年5月18日 - 10.1.2-RELEASE
- 2015年8月21日 - 10.2-RELEASE
- 2016年4月4日 - 10.3-RELEASE
- 2016年9月1日 - 11.0 CURRENT